# Nicolás Baisi
Nicolás Baisi (ur. 15 lipca 1964 w Buenos Aires) – argentyński duchowny rzymskokatolicki, biskup Puerto Iguazú od 2020.

## Życiorys
Święcenia kapłańskie otrzymał 21 listopada 1993 i został inkardynowany do diecezji San Miguel. Po święceniach pracował jako wikariusz, a następnie odbył w Rzymie studia licencjackie z teologii. Po powrocie do kraju został wicedyrektorem diecezjalnej Caritas, zaś w 2007 został rektorem seminarium w San Miguel.
8 kwietnia 2010 został mianowany biskupem pomocniczym La Platy ze stolicą tytularną Tepelta. Sakry biskupiej udzielił mu 19 czerwca 2010 abp Héctor Aguer.
8 maja 2020 otrzymał nominację na biskupa Puerto Iguazú, zaś 5 lipca 2020 kanonicznie objął urząd.